# Aioria de Leo
Aioria (アイオリア?) es un personaje del manga y anime Saint Seiya conocido en español como Los Caballeros del Zodiaco. Es el protagonista del manga Spin Off, Saint Seiya Episodio G y tiene participación en las sagas del Santuario y Hades en la historia original de Saint Seiya. Fue el Santo de oro de Leo hasta su muerte en el Muro de los Lamentos.

## Biografía

### En Episode G
En esta historia Aioria es el protagonista principal, su historia comienza con un par de misiones básicas, primero es enviado para eliminar al rebelde que atacaba una planta nuclear en Estados Unidos. Luego vuelve a Grecia para encontrarse con que le ha sido encomendada la misión de matar a un gigante. Este en realidad se trataba de una estatua gigante de piedra poseída por el espíritu de un escultor. Aioria derrota a la estatua y adopta a la hija del escultor, Líthos Chrysallís, como si fuera su hermana. Días después se enfrenta a su escudero Galarian Steiner cuando estaba siendo poseído por el cosmos de Pontos, Aioria destruye las prótesis de su brazo, ya que ahí se encontraba el sello que lo controlaba y así poder derrotarlo sin quitarle la vida. Más tarde es convocado a reunión con los demás Santos de Oro y pelea con Death Mask de Cáncer hasta que llega el Patriarca quien lo envía a pelear con quien estaba atacando al Santuario.
El enemigo de Aioria es Hiperión de Oscuridad, uno de los 12 dioses Titanes, Aioria parecía derrotado pero usa todo su poder para lograr destruir una parte de la armadura de Hiperión. El dios sorprendido admite su derrota y se marcha del lugar. Luego Aioria iría con Mū para que este le repare su armadura luego de la pelea con el dios.
Al volver al Santuario Aioria se encuentra con que Rúax de Phoínix estaba a punto de matar a Marin. El león reacciona y vence sin dificultad a su enemigo. Luego es enviado a la Isla de Creta, donde derrota al fantasma del rey Minos y al Minotauro. Y más tarde es enviado a China, donde ayuda al Santo Retsu de Lince para que derrote a Euríale y pueda vengar la muerte de su maestro.
A continuación viaja hacia la India, donde debe cuidar de Shaka mientras eleva su cosmo y está totalmente indefenso. El lugar es atacado por el dios Ceo, pero Aioria pelea con tal de salvar a Shaka. La pelea entre Aioria y Ceo está a favor del dios, pero este se da cuenta de que el Santo estaba recibiendo todos los ataques a propósito para alcanzar su límite de vitalidad y poder atacar con su técnica suprema, el Photon Burst. Aioria logra atacarlo con esta, pero antes de que Ceo muera es salvado por Hiperión. Luego de la pelea dos gigantes lo atacan, pero es salvado por Shaka.
Luego de que se recuperara, Aiora ayuda a Shura luego de que este quedara malherido por su reciente pelea con el dios Crío, aunque el Santo de Capricornio le dice que avance por el peligro inminente de que Cronos recupere su arma. Aioria pelea en contra del gran dios, pero solo logra romper el sello de trueno del Megas Drepanon con su Lightning Bolt.
Aioria no se rinde y ataca la figura del gran dios antes de que pueda entrar en su cuerpo recientemente liberado. El Santo de Leo ejecuta su Photon Burst, pero este es detenido por las 6 Titanides antes de que pueda matarlo. Aioria va a ser eliminado cuando llega Shura de Capricornio para ayudarlo. Cuando ambos iban a ser eliminados, son salvados por Aldebarán de Tauro.
Luego de esto avanza hacia la zona de Grevena donde salva a unos soldados del ataque de Océano de la Corriente, más tarde aparece Camus quien se encarga de luchar con el Titán. Pero al terminar el combate, irrumpe Jápeto de Dimensión en la escena y rapta a Lythos para hacer que Aioria vaya al Laberinto de Cronos.
ya dentro del Laberinto logra derrotar a los titanes Japeto y Temis con ayuda de Shaka, para finalmente luchar con el titán Ceo del Relámpago Negro y obtener así el Keraunos capaz de matar a los dioses.
También aparece en varios de los Gaiden, en el 03 se muestra una victoria que tuvo en un combate contra el dios Anubis. Y tiene una pequeña aparición el Gaiden 06 donde debe presenciar el combate entre Aioros y Garan. Ya en el Gaiden 07 es una situación mucho más distendida y hasta humorística, donde pelea con Garan por no dejarlo tomar vino puro.

### Antes del Santuario
Aioria es uno de los primeros Santos de Oro en aparecer, pero no sería revelado su rango hasta más adelante donde tiene la misión de asesinar a Seiya y los demás caballeros de bronce por rebelarse contra el Santuario. El caballero de Leo ataca el hospital donde se encontraba Seiya y en el proceso hiere gravemente a Shaina.
Seiya enfurece y lo ataca sin resultado hasta que viste la armadura de Sagitario con el poder del espíritu de Aioros aún en ella, con ayuda, Seiya consigue "derrotar" a Aioria y el caballero de Oro comprende que Saori Kido es la verdadera Atena. Decide sin temor exigir al Santuario del por qué quiere matar a la verdadera Atena.
Al llegar con el falso Patriarca Saga de Géminis Aioria le recrimina que la verdadera Atena no está en Grecia sino en Japón, enfrentándose sin temor y empatando contra este poderoso falso Patriarca Saga de Géminis estando empatados son interrumpidos por Shaka de Virgo quién fue engañado por el falso Patriarca y le exige que pelee contra Aioria de Leo, ambos comienzan a pelear estando igualados, esta lucha es aprovechada por el Patriarca quien lo ataca por sorpresa con su Genrou Maouken (Satán Imperial), técnica mediante la cual controla la mente de Aioria y se mantendrá así, hasta que vea a alguien morir frente a sus ojos.

### En las 12 Casas
Aioria intenta matar a Seiya, ya que se encuentra poseído por el Genrou Maouken del Patriarca. Seiya no puede en contra del poder del caballero de Oro de Leo hasta que interviene Casios en la pelea, quien muere a manos de Aioria. El guerrero se sacrifica para que Aioria quede liberado del maleficio que lo aquejaba y así Seiya pueda salvarse. Al estar liberado, Aioria se disculpa con Seiya y cubre el cuerpo de Casios con la capa de su armadura dorada, prometiendo que su muerte no será en vano.

### En Asgard y Poseidón
En el manga, Aioria mata con suma facilidad a unos soldados de Poseidón que intentaron secuestrar a Atenea. Mientras que más adelante, cuando los caballeros de Bronce se encontraban peleando con el dios de los mares, intenta ir a luchar junto a ellos, Mu de Aries intenta detenerlo y le recuerda que por órdenes de Dohko de Libra (encargado del Santuario luego de la muerte del Patriarca), que los caballeros dorados deben permanecer en sus templos ya que se aproxima una nueva guerra santa y lo amenaza con matarlo y Aioria muy desafiante lo encara. Cuando se pensaba que ambos empezarían una pelea, el espíritu de Aioros de Sagitario envía su armadura junto con la de Camus de Acuario hacia los dominios de Poseidón. Aioria sonríe y exclama que ni siquiera una orden directa del anciano Dokho pudo detener a su hermano Aioros.

### En Hades
Aioria se encarga de eliminar a 5 de los Espectros que habían entrado al Santuario, y cuando iba a asesinar a los restantes se desconcentra al sentir unos cosmos familiares, los cosmos de Saga de Géminis, Shura de Capricornio y Camus de Acuario disfrazados de espectros, lo que es aprovechado por Raimi de Gusano quien lo sujeta por minutos. Aunque el caballero de Oro no tiene problemas en eliminarlo. Luego se le puede ver dejando la casa de Leo, para alcanzar a los tres caballeros traidores en la casa de Virgo. Impotente por la muerte de Shaka, ataca decididamente a los tres caballeros, recibiendo ellos un contundente, "Plasma Relámpago". Decidido a matarlos decide atacarlos una vez más con su poderosa técnica, sin embargo es detenido por Mu de Aries quien le recuerda que ya no es necesario hacerlo pues son sólo "muertos vivientes", Aioria replica que ya está cansado de sus argumentos y se presta para volver a atacar, pero en esta ocasión, Saga consciente de la poca vida que le queda y teniendo tiempo para estudiar la técnica de Aioria, consigue detener su ataque. Más tarde lanza la "Exclamación de Athena" junto a Milo y Mu, contra la Exclamación de Athena hecha por Saga, Shura y Camus. La pelea es interrumpida por los caballeros de bronce que uniendo sus poderes (en el anime, en el manga solo lo hace Shiryu de Dragón) empujan las dos Exclamaciones de Athena hacia el cielo, Aioria con Mu y Milo llevan a los dorados traidores ante Atenea, luego del suicidio de la diosa, Aioria se marcha junto a Mū y Milo para el castillo de Hades, allí a pesar de su persistencia es derrotado y lanzado al Cocito por Radamanthys de Wyvern, debido a que todo enemigo que estuviese en el castillo de Hades solo puede usar el 10% de su poder. Aparece al final de la saga, para sacrificarse junto a los otros 11 caballeros de Oro (protagonizando un emotivo encuentro con su hermano Aioros de Sagitario) y así destruir el Muro de los Lamentos.

### Next Dimension
Aioria aparece como un espíritu en el manga Saint Seiya Next Dimension.

### Saint Seiya: Soul of Gold
Spin-off de la Saga de Hades, donde Aioria es el personaje principal. Es quien derrota a Loki con el Draupnir, además de vestir la Armadura de Odín con la espada Balmung y ser el interés amoroso de Lyfia, la huésped de Odín, quien revive a los doce caballeros dorados en las tierras de Asgard luego que sacrificaran sus vidas en el Muro de los Lamentos, en la batalla del Santuario contra Hades, el dios del inframundo.

### En las películas
Aioria tiene una mínima participación en la cuarta película, donde es herido mortalmente por los Seima Tenshi. También aparece en la película canónica Tenkai Hen Overture donde su alma es sellada al igual que la de sus demás compañeros dorados.

## Técnicas especiales
1. Lightning Plasma (ライトニングプラズマ Raitoningu Purazuma?, Plasma Relámpago): Aioria genera múltiples ondas pequeñas de energía de plasma cortante que viajan a la velocidad de la luz. Si está utilizando la máxima potencia de su Cosmo, la técnica permite a Aioria lanzar 100 mil millones de rondas de plasma por segundo a sus adversarios, que se ven a sí mismos atrapados en una red formada por los rayos de luz.
2. Lightning Bolt (ライトニングボルト Raitoningu Boruto?, Relámpago de Voltaje): En este ataque Aioria concentra su Cosmo en un solo punto y lanza una tremenda descarga de energía que arrasa con todo a su paso. Esta técnica es considerada por muchos seguidores como la más poderosa en la versión original. En la saga de Episodios G, Aioria menciona que el Lightning Bolt es un ataque más fuerte que el Lightning Plasma.[8]
3. Photon Burst (光子破裂（フォトンバースト） Foton Bāsuto?, Explosión Fotónica): Aunque inmensamente fuerte, exige una gran cantidad de tiempo para estar preparado y deja a Aioria agotado después de utilizarla. Consta de tres movimientos: Photon Invoke, cuando Aioria expulsa su energía de Cosmo en el área, creando muchas esferas de fotones; Photon Drive, cuando los fotones se dirigen a su enemigo, entrando en su cuerpo a través de la piel; y Photon Burst, cuando los fotones explotan, destruyendo al objetivo desde su interior, ignorando la dureza de las armaduras. Más adelante, Aioria aprende a combinar esta técnica con su Lightning Bolt, utilizando el Photon Drive para absorber los fotones con su brazo y descargando el ataque de la misma forma que su Lightning Bolt. Este ha sido su ataque más poderoso hasta la fecha.
4. Lighting Fang (雷光電牙（ライトニングファング） Raitoningu Fangu?, Colmillo Relámpago): Aioria envía su energía de Cosmo en el suelo, entonces entra en erupción, como muchos de los pilares de la electricidad. Esta técnica se puede utilizar para defenderse de los ataques entrantes, para atacar a sus enemigos o para paralizar a los objetivos. Es exclusiva del Episodio G.